# 嵐の大洋
嵐の大洋（あらしのたいよう）は、月の西に位置する広大な月の海の一つであり、月の表側にある。嵐の大洋は月の海の中で最も広い海であり、南北の長さは2,500キロメートルにおよぶ。ほとんどの月の海と同様に、嵐の大洋はマグマが凝固した洪水玄武岩によって厚く覆われている。嵐の大洋の周辺には多くの湾や海があり、南部には雲の海や湿りの海がある。北東にはカルパチア山脈をはさんで雨の海がある。
嵐の大洋には、無人の月探査機サーベイヤー1号、サーベイヤー3号、ルナ9号、ルナ13号が着陸した。アポロ12号も嵐の大洋に着陸している。
2009年10月、宇宙航空研究開発機構(JAXA)は、月探査機「かぐや」の撮影画像から、嵐の大洋西部にあるマリウスの丘に、地下の溶岩トンネルに通じる縦穴（マリウスヒルズホール）を世界で初めて発見した。今回発見された縦穴は、直径65m、深さ約80～90mの垂直な穴で、穴底部分は横幅370m、内高20～30mの溶岩トンネルになっている。
2014年にはアメリカのマサチューセッツ工科大学などの研究チームなどは、この海について火山流出物によってできたとする証拠を提供している。